# Southampton
Southampton fontos kikötőváros Anglia déli partján, a Test és Itchen folyók torkolata által alkotott félszigeten.
A név az angol south, azaz 'dél' (irány) szóból (ejtsd: kb. szausz, IPA:saʊθ) és az óangol hampton, azaz 'városka, kis település' (ejtsd: kb. hempton, IPA:hæmptən) szóból tevődik össze. Az általános kiejtésben a középső h hang kiesik, körülbelül így: szauszempton (IPA:saʊθˈæmptən). 1912-ben innen indult útnak az RMS Titanic.

## Éghajlat
| Hónap                         | Jan.  | Feb.  | Már.  | Ápr. | Máj. | Jún. | Júl. | Aug. | Szep. | Okt. | Nov. | Dec.  | Év    |
| ----------------------------- | ----- | ----- | ----- | ---- | ---- | ---- | ---- | ---- | ----- | ---- | ---- | ----- | ----- |
| Rekord max. hőmérséklet (°C)  | 15,9  | 19,0  | 22,2  | 27,6 | 31,7 | 35,6 | 34,8 | 35,1 | 30,6  | 28,9 | 18,3 | 15,9  | 35,6  |
| Átlagos max. hőmérséklet (°C) | 8,4   | 8,6   | 11,1  | 14,0 | 17,5 | 20,2 | 22,4 | 22,3 | 19,8  | 15,6 | 11,7 | 8,9   | 15,1  |
| Átlagos min. hőmérséklet (°C) | 2,9   | 2,6   | 4,1   | 5,7  | 9,0  | 11,7 | 13,7 | 13,7 | 11,4  | 8,9  | 5,4  | 3,2   | 7,7   |
| Rekord min. hőmérséklet (°C)  | −16,6 | −11,1 | −11,7 | −4,1 | −1,7 | 1,8  | 5,6  | 4,4  | 0,0   | −3,9 | −8,7 | −16,1 | −16,6 |
| Átl. csapadékmennyiség (mm)   | 81    | 58    | 60    | 51   | 49   | 50   | 42   | 50   | 60    | 94   | 94   | 89    | 780   |
| Havi napsütéses órák száma    | 63    | 84    | 118   | 180  | 212  | 211  | 222  | 208  | 148   | 113  | 77   | 53    | 1689  |
| Forrás: Met Office, KNMI      |       |       |       |      |      |      |      |      |       |      |      |       |       |

## Népesség
| 2011 | 253 651 |
| 2016 | 271 173 |

## Történelme
Southamptont 495 körül az angolszászok alapították. Már a 12. században ismeretes volt a borkereskedéséről. A 16. századig a Franciaország ellen küldött hajóknak volt a kiindulópontja. Az 1665-iki pestisjárvány azonban jelentőségének véget vetett és csak a 19. században, 1840 után virágzott fel újra.

## Híres emberek
- Itt hunyt el Ali Sariati iráni származású szociológus és társadalomfilozófus (1933–1977)

## Nevezetes szülöttei
- Darren Anderton (* 1972) labdarúgó
- Mike Batt (* 1950) zenész és zeneszerző
- Jolyon Brettingham Smith (* 1949) zenész és zeneszerző
- Wayne Bridge (* 1980) labdarúgó
- John Burdett (* 1951) író és jogász
- Gary Chalk (* 1953) színész
- Will Champion (* 1978) a Coldplay dobosa
- Martin Chivers (* 1945) labdarúgó
- Craig David (* 1981) zenész
- Charles Dibdin (1745–1814) költő
- Ted Drake (1912–1995) labdarúgó és edző
- Benny Hill (1924–1992) komikus
- Horace Lambert Alexander Hood (1870–1916) tengernagy
- John Jellicoe, 1. Earl Jellicoe (1858–1935) tengernagy
- Allen Jones (* 1937) Pop-Art művész
- Howard Jones (* 1955) zenész
- Jona Lewie (* 1947) zenész
- Danielle King (* 1990) kerékpárversenyző
- Wally Masur (* 1963) teniszező
- Joseph Merhi (* 1953) filmrendező és -producer
- John Everett Millais (1829–1896) festő
- Iain Percy (* 1976) vitorlázó, kétszeres olimpiai bajnok
- Stanley Ridges (1890–1951) színész
- Ken Russell (1927–2011) rendező
- Martin Smith (1946–1997) dobos
- Mathilde Verne (1865–1936) zongorista és zenepedagógus
- James Zabiela (* 1979) DJ
- Rishi Sunak (* 1980) az Egyesült Királyság miniszterelnöke

## Nevezetes esemény
Innen indult első és egyben utolsó útjára 1912. április 14-én a Titanic óceánjáró hajó.

## Sport
- A város legnevezetesebb labdarúgóklubja az első osztályt is megjárt Southampton FC.
- Krikettben a Hampshire County Cricket Club és a Southern Brave otthona a város melletti Ageas Bowl nevű stadion.[4][5]

## Testvérvárosai
- Trieszt (Olaszország)
- Rems-Murr-Kreis (Németország)
- Le Havre (Franciaország)
- Kalisz (Lengyelország)
- Kalinyingrád (Oroszország)